# Koktscha
Die Koktscha (auch Kowkcheh) ist ein linker Nebenfluss des Pandsch in den Provinzen Badachschan und Tachar im Norden von Afghanistan.
Die Koktscha entsteht in der Provinz Badachschan an der Nordflanke des Hindukusch am Zusammenfluss von Jachschindar und Mundschan. Sie durchfließt anfangs das Gebirge in einer Schlucht in nördlicher Richtung. Sie passiert die Provinzhauptstadt Faizabad und wendet sich anschließend nach Nordwest, später nach Südwest und schließlich erneut nach Nordwest. Dabei überquert sie die Grenze zur Provinz Tachar und mündet schließlich an der Grenze zu Tadschikistan in den Pandsch, den linken Quellfluss des Amudarja.
Die Koktscha hat zusammen mit ihrem Quellfluss Mundschan eine Länge von ungefähr 360 km. Der mittlere Abfluss liegt bei 180 m³/s. Im Frühjahr und im Sommer führt der Fluss Hochwasser. Ein Teil des Flusswassers wird zu Bewässerungszwecken abgeleitet.

## Hydrometrie
Mittlerer monatlicher Abfluss der Koktscha (in m³/s) am Pegel Khojaghar
gemessen von 1964–1978